# Grimur Geitskor
Grimur Geitskor (apodado calzado de chivo) fue un vikingo de Islandia del siglo X, hermano de Úlfljótr el primer lögsögumaður de la Mancomunidad Islandesa y tuvo un papel crucial en la fundación del primer parlamento de hombres libres del país.
En Íslendingabók de Ari Þorgilsson menciona a Grímur como la persona que estuvo buscando el emplazamiento más adecuado para facilitar la participación en la asamblea de hombres libres de Islandia (Alþingi), explorando cada territorio de la isla durante los tres años que su hermano estuvo en Noruega estudiando leyes y preparándose para su responsabilidad jurídica. Las distancias, la meteorología y la compleja geografía islandesa no facilitaba un trayecto fluido y a veces se tardaba hasta 17 días en cruzar la isla de un cabo a otro, por lo tanto debía encontrar un lugar de fácil acceso para la mayoría de habitantes que finalmente fue en Þingvellir cerca del río Öxará.
La primera sesión parlamentaria tuvo lugar en el verano del año 930.